# Asymptomatique à long terme
Les « asymptomatiques à long terme » (ALT) ou  « non progresseurs à long terme » (NPLT, ou LTNP selon l'acronyme anglais), sont des patients séropositifs infectés par le VIH mais qui ne développent pas le SIDA et qui, en l'absence de tout traitement, gardent un taux de lymphocytes T4 (alias CD4) normal et stable ou presque sur un certain nombre d'années au moins.
Cette notion, fondée sur un critère immunologique, est différente des « contrôleurs du VIH ».

## Asymptomatiques à long terme
Les « asymptomatiques à long terme » (ALT) correspondent à des patients séropositifs infectés par le VIH mais qui ne développent pas le SIDA et qui, en l'absence de tout traitement, gardent un taux de lymphocytes T4 (alias CD4) normal et stable ou presque pendant plusieurs années. 
Plus précisément, ils furent définis comme des patients infectés depuis plus de huit ans, en l'absence de traitement, avec un taux de CD4 > 600/ml de façon continue au cours des cinq dernières années.
Ainsi chez ces personnes séropositives, l'infection n'avait pas progressé en syndrome d'immunodéficience acquise (SIDA), même après de nombreuses années. Un suivi plus long de ces patients montra cependant que les taux de T4 diminuaient lentement chez la majorité d'entre eux et un grand nombre finit par progresser dans la maladie, justifiant un traitement antiviral. Ceux qui maintiennent spontanément un taux de CD4 > 500/ml sur plus de 10 ans représentent de 0,5 à 8 % de la population séropositive.
Ils font l'objet de recherches qui pourraient conduire à des médicaments ou à un vaccin contre le VIH.

## Non progresseurs à long terme
Les asymptomatiques à long terme sont également appelés « non progresseurs à long terme » (NPLT, ou LTNP selon l'acronyme anglais), dont la définition varie légèrement selon les études, ne retenant pas toujours exactement le même seuil limite pour le taux normal de lymphocytes T4 ni le même nombre d'années pendant lesquelles ce seuil est maintenu.
On observe que leur charge virale est assez hétérogène selon les individus mais reste normalement inférieure à 5000 copies d'ARN viral par ml de sang.
Les asymptomatiques à long terme ou non progresseurs à long terme sont un type particulier de survivants à long terme.

## Mécanismes de résistance
La résistance face au VIH pourrait être une combinaison de plusieurs mutations sur différents gènes.
Un pourcentage élevé[réf. nécessaire] des patients asymptomatiques à long terme présente une mutation dans le gène qui code la protéine récepteur CCR5, à la surface des lymphocytes T (une délétion de 32 nucléotides). Ce récepteur est « utilisé » par le VIH pour pénétrer dans ces cellules.
Cependant, ces délétions sur CCR5 ne suffisent pas à expliquer la lente progression du VIH chez les asymptomatiques à long terme, ainsi, il a été découvert que la plupart d'entre eux ne possédant pas de délétions sur CCR5 ont une mutation sur le gène FUT2 présente chez 20 % des européens. Ces derniers sont appelés « non-sécréteur » d'antigène-H  et possèdent également une résistance accrue face au norovirus,.
Le Génome mitochondrial humain jouerait aussi un rôle important dans la progression du VIH